# Presa de Hatillo

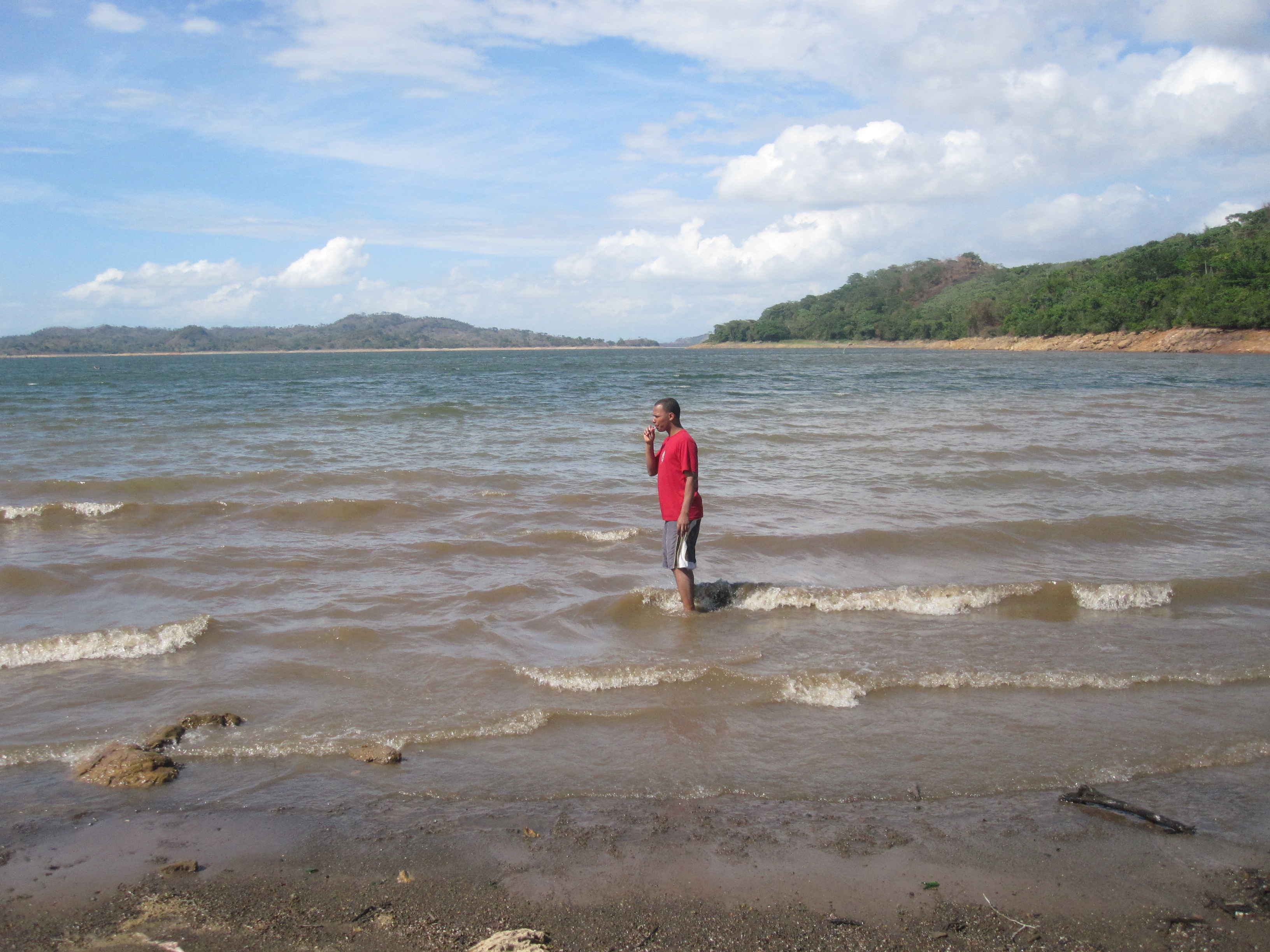
Presa de Hatillo con poca agua, vista desde el paraje homónimo

La presa de Hatillo está ubicada en la comunidad del mismo nombre, a seis kilómetros al suroeste del municipio de Cotuí, capital de la provincia Sánchez Ramírez, República Dominicana y a 113 km al noroeste de la ciudad de Santo Domingo.
Su construcción conllevó muchos gastos económicos desde el desalojo de comunidades completas hasta la construcción de una nueva carretera (Piedra Blanca- Cotuí), ya que la principal vía de acceso a la ciudad de Maimon quedó bajo las aguas del embalse creado por la presa. Comunidades como Hatillo, El Plátano, Las Cruces, El 8 de Hatillo y Sabana del Meladito quedaron completamente o parcialmente bajo las aguas del embalse.
El embalse es una importante fuente de ingresos para los pescadores de los alrededores, en él se pescan varias especies de peces como carpa, tilapia, trucha y camarones. En los últimos años en el lago se han introducido especies dañinas para las ya existentes como son: El baku, pez gato y el pez sapo.
Su construcción se inició en agosto de 1977 y concluida en el año 1984, a un costo de 41 millones de dólares, financiada con recursos propios del Gobierno Dominicano. La fuente de abastecimiento de la presa es el río Yuna, con una longitud de 138.60 kilómetros, un caudal medio de 35.4 m3/s., precipitación normal promedio de 1,562.47 mm/año.
Esta es la cuenca hidrográfica de presas de mayor precipitación en República Dominicana, su extensión es de 5,235.63 km². Esta presa suministra agua a la zona más lluviosa del país, por tal razón estas tierras son las más apropiadas para la siembra de arroz. Los afluentes principales del río Yuna desde la presa hacia arriba, son los ríos Camu y Jima y otros de menor importancia como arroyos Las Avispas, Río Blanco, Masipedro, Yuboa, Hato Viejo, Maimón, Arroyon y Tireito.
El embalse de la presa de Hatillo tiene un volumen de agua de 710 millones de metros cúbicos, una superficie de 22 km² y una longitud máxima de 15 km, por lo cual es el lago de agua dulce más grande del Caribe. El nivel máximo de operación es de 86,5 m s. n. m. y, la mínima, de 70 m s. n. m. El dique de esta presa es un muro con una longitud de 1,8 km que se compone de una estructura del tipo de tierra y enroscamiento con profundidad de pantalla de 28 m y un volumen total de 11.5 millones de m³. Su altura máxima neta es de 60 m y su cota en la coronación es de 102,75 m s. n. m.
El vertedero de Hatillo es de tipo orificio, con dos salidas de 8 x 4 metros. Su capacidad máxima es de 650 m3/s. Tiene un ancho de 60 m y la longitud de su canal de descarga es de 800 metros, incluyendo la zona del disipador. La casa de máquinas y la casa de válvulas son dos edificaciones diferentes ubicadas a pie de presa. La casa de válvulas aloja dos válvulas del tipo chorro hueco que descargan 82 m3/s cada una. Esta edificación existe un área destinada para comedor y sala de reuniones. El edificio de máquinas consta de tres niveles: el primer nivel soterrado, se encuentra la turbina tipo Francis, de eje vertical con 8 MW de capacidad, velocidad de 225 r. p. m., caudal de 30 m3/s y un salto de 30,6 metros.
La operación desde 1984 al 2001, el embalse de la presa de Hatillo tuvo un volumen de entrada de 23 905 985 000 millones de m³ de agua. De los cuales fueron turbinados 11 591 063 millones de m³; desaguados 4 billones,347,197 millones de m³ y vertidos 8 billones,591,302 millones de m³. La presa de Hatillo que almacena las aguas del río Yuna tiene múltiples propósitos, pero su prioridad es servir como control de inundaciones. Esta también garantiza el riego de 198,612 tareas de tierra, en su parte media y 401,088 tareas en la parte baja. 
- Datos: Q16621734